# Přídolí
Přídolí település Csehországban, a Český Krumlov-i járásban. Přídolí Rožmitál na Šumavě, Větřní, Věžovatá Pláně, Český Krumlov és Mirkovice településekkel határos. Lakosainak száma 702 fő (2024. január 1.).

## Népesség
A település lakosságának változását az alábbi diagram mutatja:
| Lakosok száma | 1506 | 1405 | 1510 | 934  | 514  | 552  | 691  | 712  | 675  | 702  |
|               | 1869 | 1890 | 1921 | 1950 | 1980 | 2001 | 2017 | 2019 | 2022 | 2024 |